# 네덜란드의 행정 구역

네덜란드의 12개 주와 주요 도시들, 그리고 3개의 해외 자치령

네덜란드의 행정 구역은 12개의 주(provincie)와 헤메인테, 해외 자치령 등으로 나뉜다.

## 주
네덜란드는 현재 노르트브라반트주, 노르트홀란트주, 드렌터주, 림뷔르흐주, 오버레이설주, 위트레흐트주, 자위트홀란트주, 제일란트주, 프리슬란트주, 플레볼란트주, 헬데를란트주, 흐로닝언주의 12개 주(provincie)를 최상위 지자체로 두고 있다.

## 헤메인테(gemeente)
헤메인테(gemeente)는 시, 구, 지방 등으로도 번역되는 네덜란드의 2차 행정구역으로 주의 하위에 놓인다. 유럽 네덜란드(본토)에 352개가 있으며, 카리브 네덜란드의 3개 섬(보네르섬, 사바섬, 신트외스타티위스섬)은 각각이 특별 헤메인테(베이존데러 헤메인테, bijzondere gemeente)로서 주에는 속하지 않는다.